# Остров (Арад)
Остров (рум. Ostrov) — село у повіті Арад в Румунії. Входить до складу комуни Біркіш.
Село розташоване на відстані 354 км на північний захід від Бухареста, 66 км на схід від Арада, 143 км на південний захід від Клуж-Напоки, 73 км на схід від Тімішоари.

## Населення
За даними перепису населення 2002 року у селі проживали 248 осіб. Усі жителі села рідною мовою назвали румунську.
Національний склад населення села:
| Національність | Кількість осіб | Відсоток |
| -------------- | -------------- | -------- |
| румуни         | 241            | 97,2%    |
| цигани         | 7              | 2,8%     |